# Dombovári Tibor
Dombovári Tibor (1956–) Miskolcon élő természetfotós.
Személyében a búvár és a fotós egyesül. A vízalatti fotózást egy 1985-ös kubai út hatására kezdte el, ahova még kilenc alkalommal tért vissza. A kilencvenes évek elején már nemzetközi pályázatok nyertese.
Itthon a neve az első hazai pályázatán (1998) elért sikere után vált ismertté.
Elsősorban a trópusi tengerek élővilága érdekli, de részt vett operatőrként, producerként több I. világháborús adriai roncskutató expedícióban is (1995–96, Szent István csatahajó felkutatása; 2002, Streiter és Zenta cirkálók).

## Filmek
- A Szent István expedíció, 45 perc, rendező Sáfrány József, 1996.;
- A monarchia emlékei az Adrián, 3x25 perc, rendező Molnár Attila Dávid, 2002.

A Magyar Természetfotósok Szövetsége (naturArt) 1998-ban, a Magyar Fotóművészek Szövetsége 1999-ben választotta tagjává. A naturArt elnökségi tagja 2005-től.
2002-ben az 'Év Természetfotósa díjat' kapta meg. 2006-ban a 'BBC Wildlife Photographer of the Year pályázat Animal Portraits kategória' I. díját nyeri az 'Öreg barrakuda portréja' című képével. Ezzel a képpel a hazai az 'Év Természetfotója díjat' is elnyeri.
A kétezres évek közepe óta 5 cikke jelent meg a National Geographic magyar kiadásában (szerzőtársa Molnár Attila Dávid).
Több nemzetközi fotópályázatba kérték fel zsűritagnak: Vízalatti Fotósok Világbajnoksága Franciaország 2002, Vízalatti Képek Világfesztiválja Franciaország 2005, Open Fotosub El Hierro Spanyolország 2007.
Munkásságában jelentős helyet foglal el az 5 éves Pápua Új-Guineai hatás.

## Díjak, kitüntetések
- 1990: UWF Fotosub, Kuba - IV. hely,
- 1990: Tauchen Magazin Fotóversenye, Németország - II. díj,
- 1991: Kamera Louis Boutan, Németország - ezüst- és bronzérem,
- 1991: Hans Hass ezüstérem, Ausztria,
- 1991: Schweizer Garnd Prix - ezüstérem,
- 1991: Vízalatti Képek Világfesztiválja, Antibes, Franciaország - bronzérem,
- 1992: Vízalatti Fotósok Világbajnoksága, Kuba - ezüstérem,
- 1994: Tauchen Magazin Fotóversenye, Németország - I. díj,
- 1998: Találkozás a természettel - Az Év Természetfotósa pályázat - I. díj és két különdíj,
- 1999, 2000, 2001: Az Év Természetfotósa pályázat - több I, II, és különdíj,
- 2000: Vízalatti Fotósok Világbajnoksága, Egyiptom - ezüstérem,
- 2000: Vízalatti Képek Világfesztiválja, Antibes, Franciaország - bronzérem,
- 2002: Az Év Természetfotósa pályázat - Az Év Természetfotósa,
- 2002: Vízalatti Képek Világfesztiválja, Antibes, Franciaország - ezüstérem,
- 2002: Outback Coast Sea Life Festival, Ausztrália - I. díj és különdíj,
- 2003: La Fete de I’mage Sous Marine, Franciaország - I. díj,
- 2003: Underwater images, USA - I díj, két II. díj és két különdíj,
- 2003: Ford Seahorses Underwater Photo Contes, USA - I. és III. díj,
- 2003: EPIC The Environmentally aware Photographic Image Competition, USA - Három I. díj és két III. díj,
- 2003: PAF Tachov Czeh Republic - ezüstérem,
- 2003: MARMARA 3rd INTERNATIONAL UNDERWATER PHOTO FESTIVAL, Törökország - I., II. és különdíj,
- 2003: Celebrate the Sea International Imagery Festival, Malájzia - I. díj és két II. díj,
- 2003: Vízalatti Képek Világfesztiválja, Antibes, Franciaország - I. díj,
- 2004: EPIC The Environmentally aware Photographic Image Competition, USA - II. díj és III. díj,
- 2004: Underwater images, USA - I. díj, III. díj és különdíj,
- 2004: PAF Tachov Czeh Republic - ezüstérem és közönség díj,
- 2004: Az Év Természetfotósa pályázat - két I. díj és III. díj,
- 2004: Festival of Diving Films, Szlovákia, két I. díj,
- 2005: Az Év Természetfotósa pályázat - két II. díj,
- 2006: 1st Annual Wetpixel.com and DivePhotoGuide.com International Photo Competition I. díj,
- 2006: Az Év Természetfotósa pályázat - Az Év Természetfotója, I. díj, II. díj, két III. díj,
- 2006: BBC Wildlife Photographer of the Year, Animal Portraits: Winner,
- 2007: Miskolc Város Herman Ottó természettudományos díja,
- 2008: Az Év Természetfotósa pályázat - III. díj.
- 2025: Balogh Rudolf-díj[2]

### Egyéni kiállítások
- 1994, 1996, 2000: Miskolc,
- 1997: Nyíregyháza,
- 1999: A tenger, 2. Országos Fotóhetek, Budapest,
- 1999: Önálló kiállító a Vízalatti Képek Világfesztiválján Franciaországban,
- 2000: Győr, Kiskunmajsa, Kecskemét,
- 2003: Tengerképek, Nemzeti Táncszínház Kerengő Galériája, Budapest,
- 2003: Tengeri Só Fesztivál, Budapest Francia Intézet,
- 2003: Marosvásárhely,
- 2004: Szombathely,
- 2004: Esztergom,
- 2004: Budapest, Duna Plázs,
- 2005: Antibes, Franciaország,
- 2006: Miskolci Galéria,
- 2006: Művészetek Palotája, Budapest,
- 2006: Olaszliszka,
- 2007: Tápiószele,
- 2015: Miskolc,
- 2017: Kolozsvár

### Csoportos kiállítások
- Magyar Természettudományi Múzeum, (előadás), (2007. február)
- XXIV. Magyar Sajtófotó-pályázat, Művészetek Palotája, Budapest (2006)
- Magyar Természettudományi Múzeum, (Az év természetfotósa 2006 – a díjazottak), Budapest (2006)
- India (2000)
- Millenniumi fotószalon (Országos Fotóművészeti kiállítás), Műcsarnok, Budapest, (2001. május–június)
- IV. Búvárfotós Világbajnokság, (Dombóvári Tibor és Násfay Béla képviselte Magyarországot), Kuba (1992)
- Magyar Természettudományi Múzeum, (előadás), (2011. december)

### Híres alkotásai
- Öreg barrakuda portréja
- Pápua víz alatti vadász
- Pipaszárhal a móló alatt
- Levesteknős gályatartó halakkal
- Rózsaszín bohóchalak 2.

## Publikációk
- Fotográfia, Természet Világa, Természet Búvár, National Geographic